# Таркович Григорій
Григо́рій Тарко́вич (словац. Gregor Tarkovič; 21 листопада 1754, Пасіка — 16 січня 1841, Пряшів) — закарпатський церковний і культурний діяч, перший єпископ Пряшівської греко-католицької єпархії в 1818–1841 роках.

## Життєпис
Родом із села Пасіка (нині Свалявського району Закарпаття). По закінченні богословських студій у віденському «Барбареумі» — професор богослов'я у Мукачеві, парох у Гайдудорозі й Ужгороді.
У 1803–1813 роках — цензор слов'янських книг у Будині. У 1803 і 1807 роках — представник Мукачівської капітули на угорському сеймі у Пресбурзі.
У 1813 році — єпархіальний вікарій у Пряшеві та Ужгороді (тут з 1814 року капітульний вікарій).
З 1818 року єпископ новоствореної Пряшівської єпархії (висвячений щойно 1821 року).
Таркович наполягав на збереженні церковних обрядів, його заходами заснована так звана Єпархіальна бібліотека імені І. Ковача (1826).
Автор оди на честь цісаря Йозефа ІІ (1805).